# Phyllodes verhuelli
Phyllodes verhuelli là một loài bướm đêm thuộc họ Noctuidae. Loài này được tìm thấy ở Sundaland, miền nam Myanmar và Philippines.